# La vida es un sueño (album)
La vida es un sueño (Viața este un vis) este cel de-al treilea album de pe coloană sonoră a telenovelei argentiniene Soy Luna. A fost pe lansat pe 3 martie 2017 de către Walt Disney Records.

A fost certificat ca disc de aur de Amprofon, depășind 30.000 de exemplare.

Albumul a fost publicat de YouTube, Spotify precum și de site-ul muzical Vevo. Pe 27 februarie, aplicația Claro Música a pus la dispoziție utilizatorilor săi 30 de secunde din fiecare piesă. Zile mai târziu, a fost anunțată data lansării, aceasta fiind disponibilă doar în Mexic. Țările din America Latină au fost singurele care au primit ediția cu două discuri. În Europa și în alte țări, albumele au fost lansate separat, primul cu titlul Soy Luna (sezonul doi) - La Vida es un Sueño 1, iar al doilea cu titlul Soy Luna (sezonul doi) - La Vida es un Sueño 2 .

## Lista melodiilor
Disc 1
| Nr. | Titlu                                                           | Autor(i)                                                     | Lungime |  |
| 1.  | „Siempre Juntos” (Karol Sevilla)                                | Eduardo Emilio Frigerio Federico San Millán Florencia Ciarlo | 4:17    |  |
| 2.  | „Alzó Mi Bandera” (Michael Ronda, Gastón Vietto & Lionel Ferro) | Frigerio Millán Ciarlo                                       | 2:58    |  |
| 3.  | „La Vida es un Sueño” (Karol Sevilla)                           | Frigerio Millán Ciarlo                                       | 3:27    |  |
| 4.  | „Fush, ¡Te vas!” (Katja Martínez)                               | Frigerio Millán Ciarlo                                       | 3:09    |  |
| 5.  | „¿Cómo me ves?” (Valentina Zenere)                              | Federico Vilas Mauro Franceschini                            | 2:02    |  |
| 6.  | „Mitad y Mitad” (Agustín Bernasconi & Carolina Kopelioff)       | Frigerio Millán Ciarlo                                       | 2:50    |  |
| 7.  | „Valiente” (Elenco de Soy Luna)                                 | Vilas Franceschini                                           | 3:08    |  |
| 8.  | „Honey Funny” (Chiara Parravicini, Ana Jara & Jorge López)      | Vilas Franceschini                                           | 2:27    |  |
| 9.  | „Linda” (Lionel Ferro, Michael Ronda & Gastón Vietto)           | Frigerio Millán Ciarlo                                       | 3:43    |  |
| 10. | „Cuenta Conmigo” (Elenco de Soy Luna)                           | Frigerio Millán Ciarlo                                       | 3:31    |  |
| 11. | „Vives en Mí” (Karol Sevilla & Ruggero Pasquarelli)             | Vilas Franceschini                                           | 2:55    |  |
| 12. | „I've Got a Feeling” (Elenco de Soy Luna)                       | Sebastian Mellino Pablo Correa Alejandro Vergara             | 2:40    |  |
| 13. | „Princesa” (Ruggero Pasquarelli)                                | Mellino Correa Vergara                                       | 3:13    |  |

Disc 2
| Nr. | Titlu                                                   | Autor(i)                                                         | Lungime |  |
| 1.  | „Footloose” (Elenco de Soy Luna)                        | Dean Pitchford Kenny Logins                                      | 3:13    |  |
| 2.  | „Sólo para Ti” (Karol Sevilla)                          | Eduardo Emilio Frigerio Federico San Millán Florencia Ciarlo     | 3:37    |  |
| 3.  | „Catch Me If You Can” (Valentina Zenere)                | Stefan Skarbek Frigerio Millán Ciarlo Ariel Levitan Jon Castelli | 3:18    |  |
| 4.  | „Pienso” (Michael Ronda, Gastón Vietto & Lionel Ferro)  | Sebastian Mellino Pablo Correa Alejandro Vergara                 | 3:39    |  |
| 5.  | „Andaremos” (Karol Sevilla & Michael Ronda)             | Mellino Correa Vergara                                           | 4:20    |  |
| 6.  | „Allá Voy” (Ruggero Pasquarelli)                        | Ruggero Pasquarelli                                              | 3:07    |  |
| 7.  | „No Te Pido Mucho” (Karol Sevilla)                      | Frigerio Millán Ciarlo                                           | 3:33    |  |
| 8.  | „Stranger” (Ruggero Pasquarelli)                        | Jess Cates Jordan Mohilowski Dan Ostebo                          | 3:12    |  |
| 9.  | „Aquí Estoy” (Ruggero Pasquarelli & Agustín Bernasconi) | Federico Vilas Mauro Franceschini                                | 2:32    |  |
| 10. | „Yes, I Do” (Chiara Parravacini)                        | Bruno Martini Mayra Arduini Eduardo Camargo                      | 3:21    |  |
| 11. | „Yo Quisiera” (Michael Ronda)                           | Vilas Franceschini                                               | 3:42    |  |
| 12. | „Siempre Juntos (Versión Grupal)” (Elenco de Soy Luna)  | Frigerio Millán Ciarlo                                           | 4:18    |  |

## Poziții în topuri
| Topuri (2017)                 | Cea mai bună poziție |
| ----------------------------- | -------------------- |
| Austrian Albums (Ö3 Austria)  | 17                   |
| French Albums (SNEP)          | 56                   |
| Italia (FIMI)                 | 8                    |
| German Albums (Media Control) | 32                   |
| Spania (PROMUSICAE)           | 5                    |